# Speed of Life (песня Дэвида Боуи)
«Speed of Life» — первая инструментальная композиция Дэвида Боуи. Она открывает альбом Low 1977 года.
«Speed of Life» представляет альбом Low и в сочетании с таким же upbeat инструментальным треком «A New Career in a New Town», обеспечивает первый форзац для первой стороны альбома. Трек имеет несколько прямых намёков на сущность альбома, с его тяжёлым использованием синтезаторов в сочетании с партией ударных в исполнении Денниса Дэвиса, а также накладным питч-шифтером, создаёт совершенно другой музыкальный микс, чем у любого другого предыдущего альбома Боуи.
Изначально планировалось добавить слова к этой песне, но после нескольких неудачных попыток Боуи забросил эту идею, придя к выводу, что эта песня звучит и так хорошо.

## Концертные выступления
- Выступление на туре the Isolar II Tour было выпущено на его альбомах Stage (1978) и Welcome to the Blackout (2018).

## Другие издания
- Она была выпущена на стороне «Б» сингла «Be My Wife» в июне 1977 года.
- Она также появляется на сете the Sound + Vision.
- It was released as a picture disc in the RCA Life Time picture disc set.

## Участники записи
- Продюсеры:
  - Тони Висконти
- Музыканты:
  - Дэвид Боуи: синтезатор серии ARP, чамберлин
  - Карлос Аломар: ритм-гитара, соло-гитара
  - Джордж Мюррей: бас
  - Деннис Дэвис: ударные
  - Рой Фредерик Янг: пианино